# Signal Hill (Kalifornija)
Signal Hill je grad u američkoj saveznoj državi Kalifornija. Prema popisu stanovništva iz 2010. u njemu je živjelo 11.016 stanovnika.